# Camptoptera brunnea
Camptoptera brunnea är en stekelart som beskrevs av Dozier 1933. Camptoptera brunnea ingår i släktet Camptoptera och familjen dvärgsteklar. Inga underarter finns listade.